# Pachycondyla sharpi
Pachycondyla sharpi är en myrart som först beskrevs av Auguste-Henri Forel 1901.  Pachycondyla sharpi ingår i släktet Pachycondyla och familjen myror. Inga underarter finns listade i Catalogue of Life.

## Bildgalleri

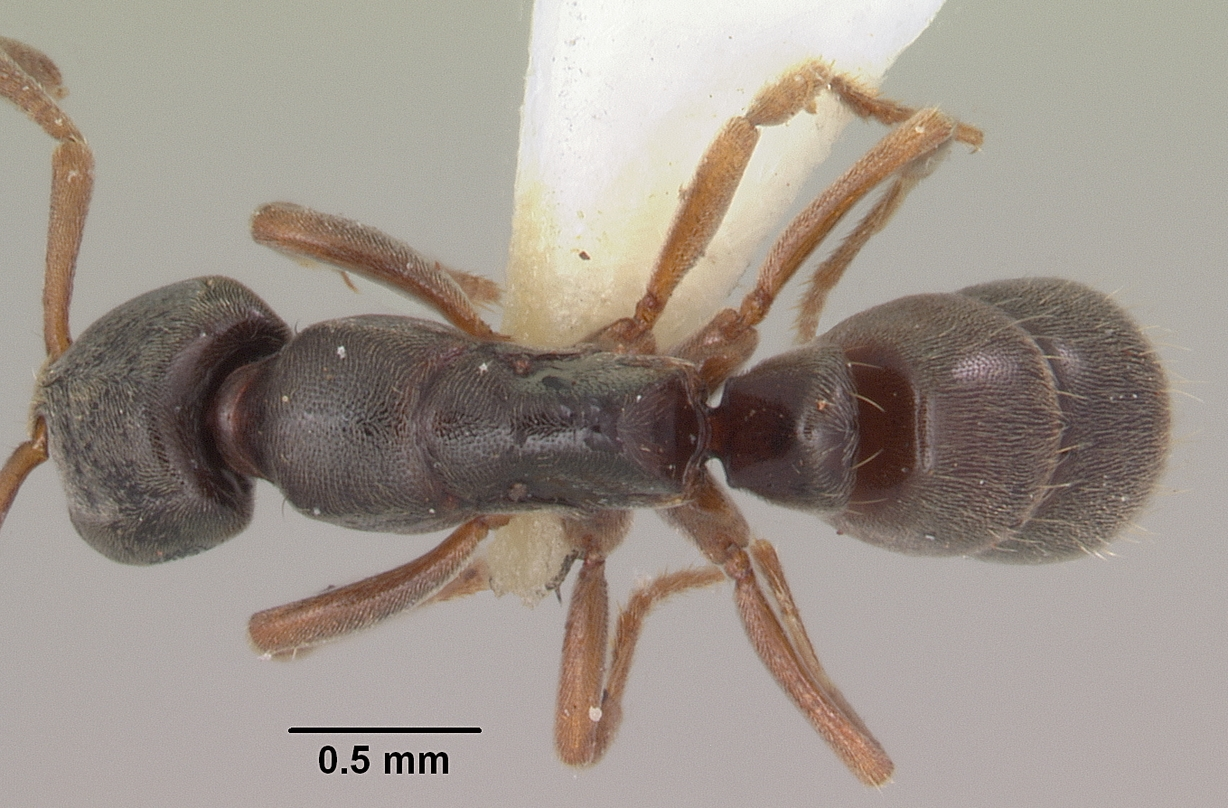
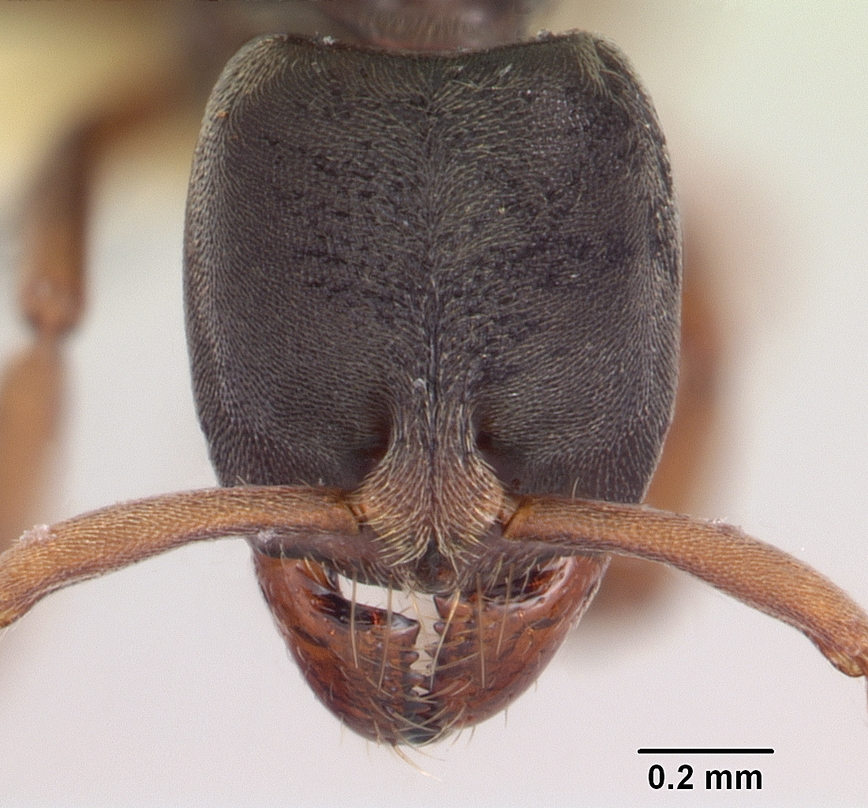
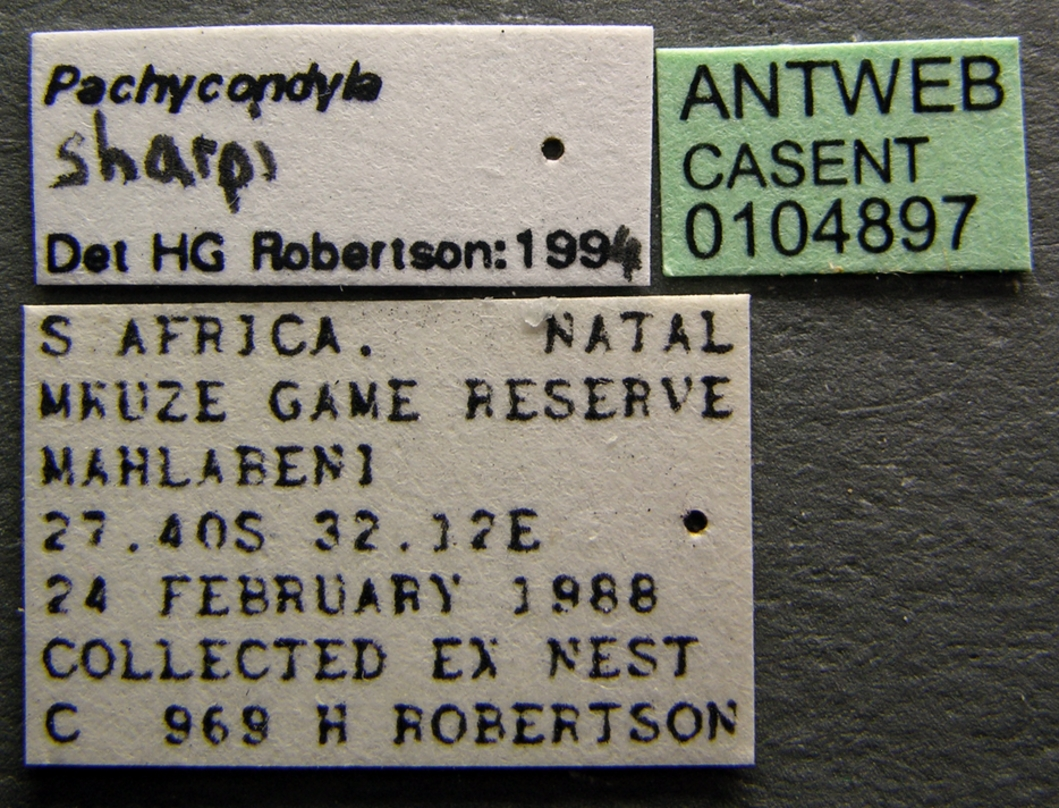
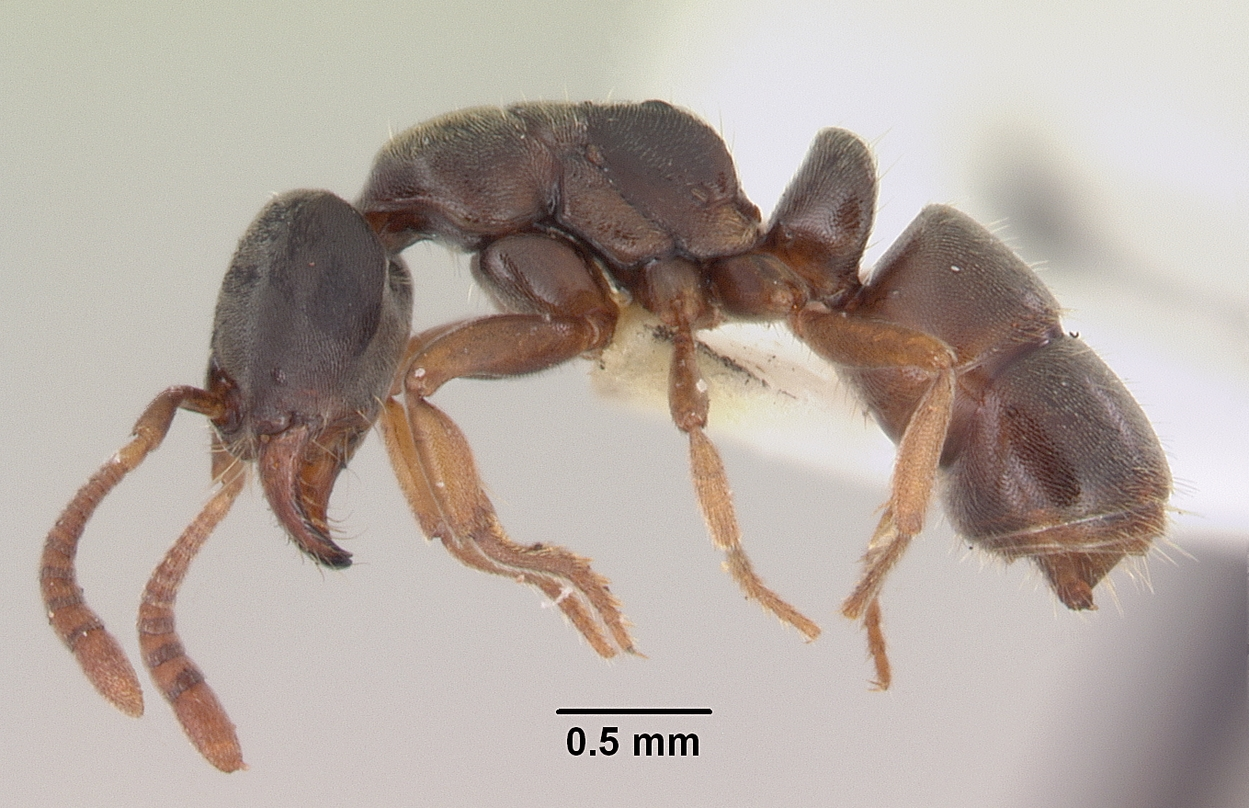